# 農業恐怖主義
農業恐怖主義（Agro-terrorism）是指使用動物或植物的病原去使到農業受到巨大破壞性災害的恐怖主義。這也許是惡作劇行為使公眾恐慌。在一次襲擊中，一個激進組織聲稱已在加利福尼亞州施放地中海果蠅。